# Farligt ögonvittne
Uppslagsordet ”Tiger Bay” leder hit. Det kan även syfta på ett tidigare område i Cardiff.
Farligt ögonvittne (originaltitel Tiger Bay), är en brittisk film från 1959 i regi av J. Lee Thompson.

## Handling
12-åriga Gillie (Hayley Mills) bevittnar hur en polsk sjöman dödar sin flickvän.

## Om filmen
Hayley Mills vann ett BAFTA Award som mest lovande nykomling. Filmen nominerades även i ytterligare tre kategorier, bland annat bästa brittiska film. Mills vann även pris vid Berlins filmfestival där filmen också var nominerad till en Guldbjörn.

## Rollista (i urval)
- John Mills - Supt. Graham
- Hayley Mills - Gillie
- Horst Buchholz - Korchinsky
- Yvonne Mitchell - Anya
- Megs Jenkins - Mrs Phillips
- Anthony Dawson - Barclay
- George Selway - Det. Sgt. Harvey